# Lista över Sim-spel
Detta är en lista över alla "Sim"-spel och expansionspaket. De flesta spelen utvecklades av Simgiganten Maxis och publicerades av antingen Maxis eller Electronic Arts. Mestadels Maxis-relaterade spel har använt ordet "Sim" i sina spel, men eftersom varken Maxis eller Electronic Arts äger varumärket har några icke-Maxis-företag som exempelvis Bullfrog Productions och Firaxis också använt prefixet.

## Definition
Ett "Sim"-spel måste nå upp till följande krav:
- Utvecklat av Maxis
- Publicerat av Maxis eller Electronic Arts
- Har "Sim" i mjukvarans namn eller är ett simulationsspel

## Lista över spel

### SimCity
- SimCity "The Original City Simulator"
- SimCity 2000 "Den Ultimata Stadssimulatorn"
  - SimCity 2000 Network Edition
  - SimCity 2000 Special Edition
- SimCity 3000 "Skapa och kontrollera ditt eget stadsimperium"
  - SimCity 3000 World Edition (Unlimited US)
- SimCity 4 "Spela Gud. Spela Borgmästare. Spela med dina simmar."
  - SimCity 4: Rush Hour
  - SimCity 4 Deluxe Edition (Samlingsutgåva)
- SimCity Societies "Bygg dina drömmars stad!"

#### Spel som utspelar sig iSimCity
- Streets of SimCity
- SimCopter

### The Sims

#### PC-spel
- The Sims
  - Expansionspaket
    - The Sims: Livin' It Up (Livin' Large US)
    - The Sims: House Party
    - The Sims: Hot Date
    - The Sims: On Holiday (Vacation US)
    - The Sims: Unleashed
    - The Sims: Superstar
    - The Sims: Makin' Magic

  - Samlingsutgåvor
    - The Sims Deluxe Edition
    - The Sims Double Deluxe
    - The Sims Mega Deluxe
    - The Sims Complete Collection (Nordamerika)
    - The Complete Collection of The Sims (Storbritannien)
    - The Sims: Full House (Nya Zeeland och Australien)
- The Sims Online
- The Sims 2
  - Diverse upplagor
    - The Sims 2 Special DVD Edition
    - The Sims 2: Julutgåva (Holiday Edition US)

  - Expansionspaket
    - The Sims 2: Studentliv (University US)
    - The Sims 2: Nattliv (Nightlife US)
    - The Sims 2: Arbetsliv (Open for Business US)
    - The Sims 2: Djurliv (Pets US)
    - The Sims 2: Året Runt (Seasons US)
    - The Sims 2: Jorden runt (Bon Voyage US)
    - The Sims 2: Fritid (Freetime US)
    - The Sims 2: Livet i lägenhet (Apartment Life US)

  - Prylpaket
    - The Sims 2: Julpaketet (Holiday Party Pack  US)
    - The Sims 2: Kul För Familjen (Family Fun Stuff US)
    - The Sims 2: Glitter & Glamour (Glamour Life Stuff US)
    - The Sims 2: Klappat & Klart (Happy Holiday Stuff US)
    - The Sims 2: Fest & Bröllop! (Celebration Stuff US)
    - The Sims 2: Tonårsprylar (Tenn Style US)
    - The Sims 2: Kök och Badrum
    - The Sims 2: Ikea Heminredning
    - The Sims 2: H&M Fashion
    - The Sims 2: Herrgård och Trädgård
- The Sims Historier
  - Spel
    - The Sims Livets Historier
    - The Sims Historier om husdjur
    - The Sims Historier från en öde ö
- The Sims 3
- The Sims 4

#### Konsolspel
- The Sims (konsol)
- The Sims Bustin' Out
- The Urbz: Sims in the City
- The Sims 2 (konsol)
- The Sims 2: Djurliv (konsol)
- MySims
- The Sims Historier från en öde ö

### Simklassiker
- SimFarm
- SimEarth
- SimAnt

### Barn
- SimTown
- SimPark
- SimSafari
- SimTunes

### Blandat
- SimCopter
- SimIsle
- SimTower
- SimLife
- SimHealth
- Sim Theme Park
- SimCoaster
- SimGolf

### Inställda spel
- SimsVille lades ner september 2001
- SimMars lades ner 2000

### Icke Maxis-spel
- Sim Theme Park (Bullfrog Productions LTD)
- SimCity 64 (HAL Laboratory, Inc.)
- SimCoaster (Bullfrog productions LTD)
- Sid Meier's SimGolf (Firaxis)
- SimCity DS (EA Games)
- SimCity Societies (Ea Games)